# 郭嵩陽
郭嵩陽，古龍小說《多情劍客無情劍》中的重要角色，外號嵩陽鐵劍，於百曉生所創的兵器譜中排行第四。
憑藉“嵩陽鐵劍”力壓排名第五的「銀戟溫侯」呂鳳先，在興雲莊中一劍擊殺在兵器譜中排行第八的「金剛鐵拐」諸葛剛。後在興雲莊遇上「小李飛刀」李尋歡，主動邀請決鬥，武藝稍遜一籌，後因受李尋歡的人格魅力的影響並與其成為知己。
在金錢幫幫主上官金虹約戰李尋歡的9月30日那天，獨自一人替李尋歡前去赴約。與上官金虹屬下第一號殺手荊無命決鬥之中，以身試劍，中二十六劍而亡。

## 傳人
郭嵩陽死後，堂弟郭定繼承其號，並於《九月鷹飛》中以嵩陽郭定的名聲出現在江湖。雖然擊殺兵器譜排行第十的東海玉蕭,但也因輕敵而被其自玉蕭發出的暗器導致重傷，最後死於上官小仙重振的金錢幫之手。